# マイヤーソン・サタースウェイトの定理
マイヤーソン・サタースウェイトの定理とはメカニズムデザインと情報の非対称性の重要な結果で、ロジャー・マイヤーソンとマーク・サタースウェイトにちなんで命名された。  簡単に言うと、この結果は、2つの当事者がそれぞれその財に対する秘密の、確率的に変化する評価を持っているとき、一方の当事者が損失で取引せざるを得なくなるリスクなしに、その財を取引する効率的な方法は存在しないというものである。
この定理は経済学における最も顕著で普遍的に適用可能な否定的結果のひとつであり、 厚生経済学の基本定理の否定的な鏡のようなものである。 しかしアローの不可能性定理に比べるとあまり知られていない。

## 表記
2人のエージェントがいる： サリー（売り手）とボブ（買い手）である。サリーは自分にとってもボブにとっても価値のある品物を持っている。それぞれのエージェントはその品物に異なる価値を見出している：ボブの値は {\displaystyle v_{B}} 、サリーの値は {\displaystyle v_{S}}とする。 各エージェントは自分の評価を確実に知っているが、相手の評価は確率的にしか知らない：
- サリーにとって、 ボブの値は確率密度関数{\displaystyle f_{B}}で表され、範囲 {\displaystyle [{\underline {B}},{\overline {B}}]}をとる。対応する累積分布関数は {\displaystyle F_{B}}とする。
- ボブにとって、サリーの値は確率密度関数{\displaystyle f_{S}} で表され、範囲 {\displaystyle [{\underline {S}},{\overline {S}}]}をとる。対応する累積分布関数は {\displaystyle F_{S}}とする。

直接交渉メカニズムとは、各エージェントにアイテムの評価を報告させ、そのアイテムが取引されるかどうか、いくらで取引されるかを決定するメカニズムである。形式的には2つの関数で表される：
- トレード確率関数 {\displaystyle t(v'_{B},v'_{S})}はその商品が売り手から買い手に譲渡される確率を決定する。(決定論的メカニズムにおいて、この確率は0または1のどちらかであるが、形式論ではランダムメカニズムも許容している。)
- 価格関数 {\displaystyle p(v'_{B},v'_{S})}はボブがサリーに支払うべき価格を決定する。報告された値は実際値とは異なるため{\displaystyle v'}で示されていることに注意。

revelation principleのおかげで、メカニズムが直接的であるという仮定が一般性を失うことはない。
すべてのエージェントは自分の価値を知り、メカニズムを知っている。したがって、すべてのエージェントは、取引から期待される利得を計算することができる。均衡において真実であるメカニズムに興味があるので、各エージェントは他のエージェントが真実であると仮定する。したがって
- サリーにとって、期待される利益とは、期待される支払い額から、その物を与えることによる期待される損失額を差し引いたものである：

{\displaystyle U_{S}(v_{S},v'_{S})=\int _{u_{B}={\underline {B}}}^{\overline {B}}p(v'_{S},u_{B})f_{B}(u_{B})\,du_{B}-v_{S}\int _{u_{B}={\underline {B}}}^{\overline {B}}t(v'_{S},u_{B})f_{B}(u_{B})\,du_{B}}
- ボブにとって、期待される利益とは、その対象物を得ることによって期待される利益から期待される支払いを差し引いたものである：

{\displaystyle U_{B}(v_{B},v'_{B})=v_{B}\int _{u_{S}={\underline {S}}}^{\overline {S}}t(u_{S},v'_{B})f_{S}(u_{S})\,du_{S}-\int _{u_{S}={\underline {S}}}^{\overline {S}}p(u_{S},v'_{B})f_{S}(u_{S})\,du_{S}}

## 必要条件
マイヤーソンとサタースウェイトは、理想的なメカニズムが満たすべき要件について次のように研究している。 (see also Double auction#requirements):
1. 合理的選択理論 (IR): ボブとサリーの両者の期待値は非負であるべきである（両者が最初に参加するインセンティブを持つように）。正式には: {\displaystyle U_{S}(v_{S},v_{S})\geq 0} and {\displaystyle U_{B}(v_{B},v_{B})\geq 0}.
2. 弱い均衡予算 (WBB): オークショニアは、トレードを補助するために家からお金を持ってくる必要はない。
3. ナッシュ均衡のインセンティブ互換性(NEIC):すべてのエージェントにとって、他のエージェントが真の値を報告した場合、最善の対応は真の値も報告することである。言い換えれば、誰も嘘をつきたくはないはずである。形式的には{\displaystyle \forall v'_{s}:U_{S}(v_{S},v_{S})\geq U_{S}(v_{S},v'_{S})} and {\displaystyle \forall v'_{B}:U_{B}(v_{B},v_{B})\geq U_{B}(v_{B},v'_{B})}.
4. 事後パレート効率性 (PE):そのアイテムは、最終的にそれを最も価値をつけるエージェントに渡されるべきである。正式には {\displaystyle t(v_{B},v_{S})=1} if {\displaystyle v_{B}>v_{S}} and {\displaystyle t(v_{B},v_{S})=0} if {\displaystyle v_{B}<v_{S}}.

## 主張
以下の2つの仮定が真である場合：
- インターバル {\displaystyle [{\underline {B}},{\overline {B}}]}と {\displaystyle [{\underline {S}},{\overline {S}}]} が非空の交差を持つ。
- 確率密度関数の見積もりは厳密にこのインターバル内で正である。

上記の4つの特性（IR、WBB、NEIC、PE）を満たすメカニズムは存在しない。

## 拡張
Myerson-Satterthwaiteセッティングの様々なバリエーションが研究されてきた。
1. MyersonとSatterthwaiteは、単一の買い手と単一の売り手を考慮した。買い手と売り手が多数いる場合、非効率性は漸近的に消失する。
しかし、これは私的財の場合にのみ当てはまることであり、公共財の場合、エージェントの数が多くなると非効率性は悪化する。
2. MyersonとSatterthwaiteは、当初、一方の当事者が財を100％所有し、他方の当事者が財を0％所有するという非対称な初期状況を考慮した。当初、両当事者が取引される財の50％を所有していれば、事後的な効率性が達成されることが示されている。
3. 後者の結果は、当事者が自らの評価を高めるために事前観測不可能な投資を行うことができる設定に拡張されている。 しかし、売り手の観察不能な投資が買い手の評価を高めるのであれば、たとえ買い手だけが自分の評価に関する私的情報を持っていたとしても、事後的な効率性は達成されない。
4. 一方の当事者だけがその評価に関する私的情報を持っている場合のもう一つの不可能性の結果は、外部オプションのペイオフが外生的に与えられていない場合に成立することを示すことができる。

## 参照
- Double auction